# Plagithmysus koebelei
Plagithmysus koebelei là một loài bọ cánh cứng trong họ Cerambycidae.